# أورني (نهر)
أورني ( 
نطق فرنسي: [ɔʁn]  ( أنصت)
```
وصلة=| عن هذا الصوت
 بطليموس 
أولينا
 ) 
[
بحاجة لمصدر
]
 هو 
نهر
 في 
نورماندي
، داخل شمال غرب 
فرنسا
.
[
1
]
 تفرغ في 
القناة الإنجليزية
 في ميناء 
ويسترهام
. مصدرها في 
أونو سور أورن
، شرق 
سيس
. روافده الرئيسية هي 
Odon
 
وRouvre
.
```

يتدفق أورني عبر الأقسام والبلدات التالية:
- أورني (سميت على اسم النهر): سيس، الأرجنتيني
- كالفادوس: ثوري هاركورت، كاين، أويسترهام